# 鈴木屋敷

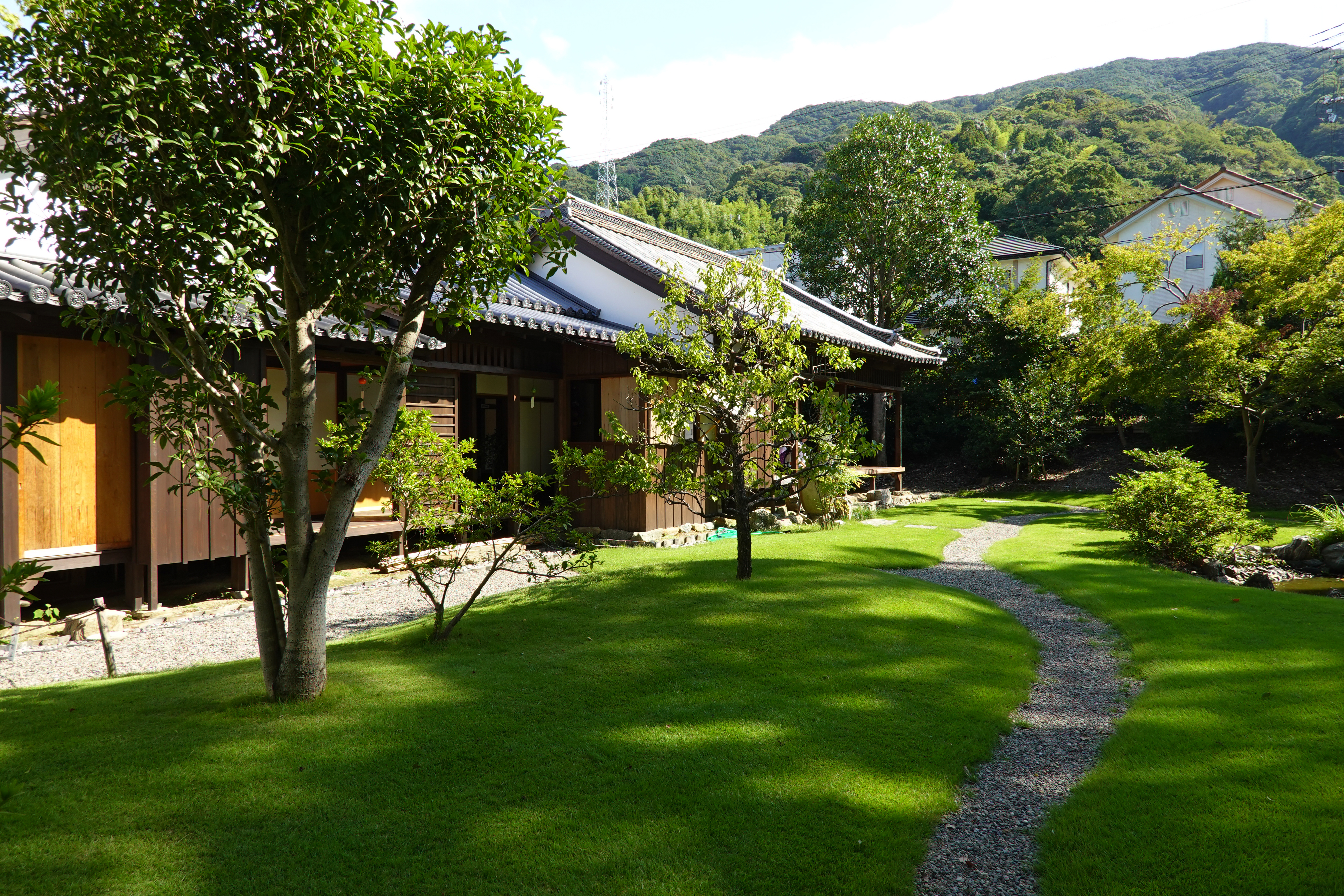
曲水園側

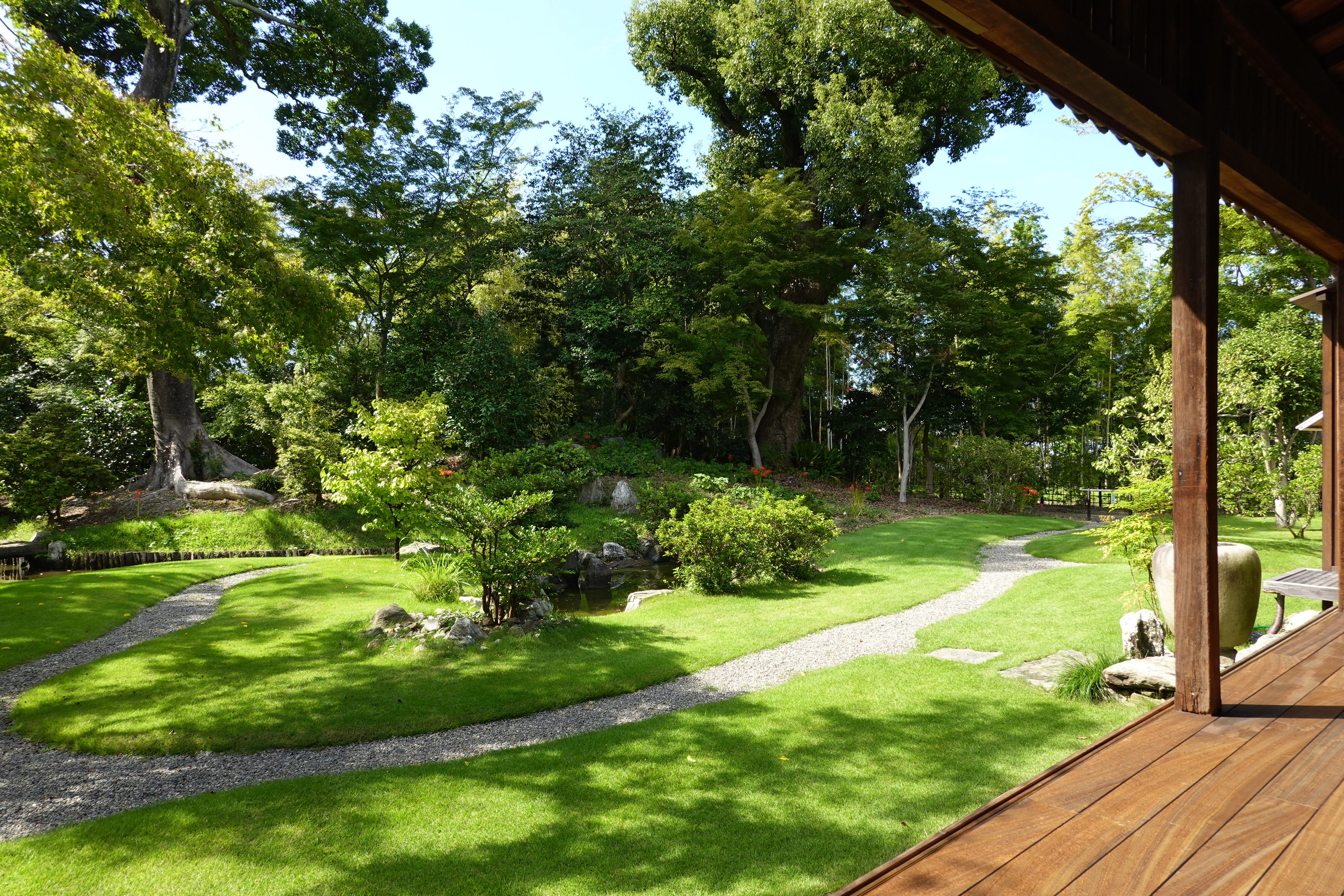
曲水園

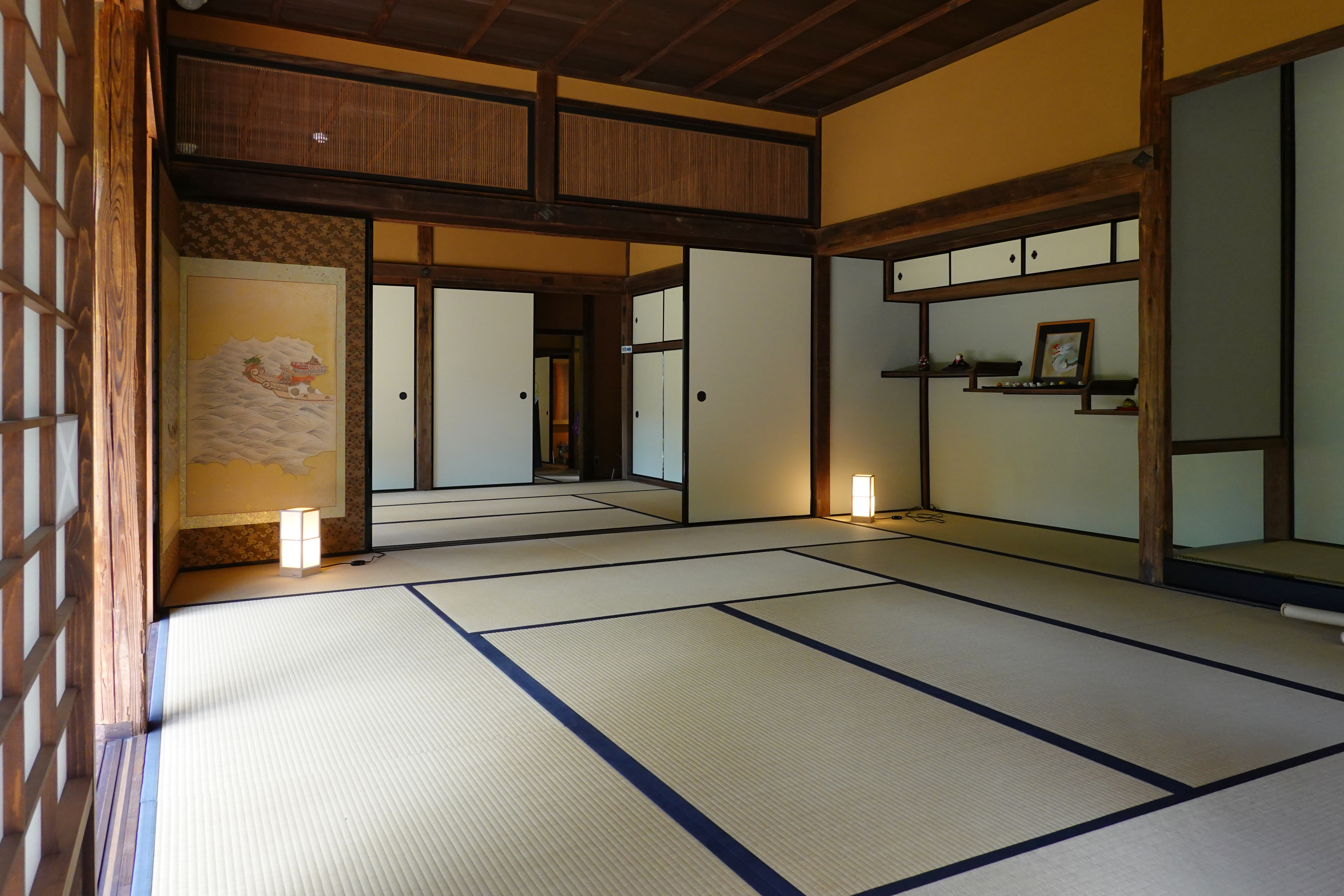
屋敷内部

鈴木屋敷（すずきやしき）は、和歌山県海南市の藤白神社境内に所在する、藤白鈴木氏の旧宅である。国の史跡に指定されている。

## 概要
熊野信仰を広めた神官の一族である藤白鈴木氏がかつて居住していた屋敷であり、全国で二番目に多い「鈴木」姓発祥の地とされる。
「鈴木屋敷復元の会」によると、藤白鈴木氏がこの一帯に屋敷を構えるようになったのは平安時代末期の1150年頃で、現存の建物は江戸時代後期頃に建てられたとされる。また邸内には、室町時代末の作とされる日本庭園「曲水園」が今も残る。

## 復元工事
1942年に最後の当主が病死し、藤白鈴木氏の嫡流が断絶した後も、屋敷は残された。しかし、次第に老朽化や台風被害が目立つようになる。復元構想は何度となく浮上するものの、膨大な工事費用がネックとなった。
2013年5月22日に開催の第7回全国鈴木サミット&鈴木フォーラムにおいて、全国に200万人ほどいるとされる「鈴木さん」に、朽ち果てた鈴木屋敷復元のための寄付が呼びかけられた。自動車メーカースズキの鈴木修会長兼社長もフォーラムに参加し、「スズキの海外進出」と題した基調講演を行った。
2015年に、屋敷を含む神社境内などが国史跡に追加指定されたことを受け、海南市教育委員会が周辺一帯の保存活用計画を文化庁に提出。屋敷を文化財として復元することが可能になり、総額約1億5000万円とされる事業費の約6割を国、県、市が負担することになった。残りの6000万円ほどは神社負担となるため、その分に充てるため関係者が企業版ふるさと納税に注目し、2019年1月から募集を開始した。復元は、屋敷を描いた江戸時代の地誌『紀伊国名所図会』を参考にすることとし、同年中に解体工事を実施した。その後、2021年8月に起工式が、翌2022年5月14日には上棟式が挙行されている。
復元される屋敷は2023年3月に完成、4月1日から一般公開されている。建物内には、鈴木氏や熊野古道に関する資料を展示する施設を設けられ、講演会などにも利用される。